# Chez le prof. Pierre (album)
Albums de Oncle Pierre & Midas
Noël à la cabane à Midas
(1969)
Chez le prof. Pierre est le quatrième album de l'oncle Pierre & Midas, commercialisé en 1970.
L'oncle Pierre & Midas sont des personnages de la série télévisée québécoise pour enfants Chez le prof. Pierre. Ils sont respectivement interprétés par Désiré Aerts et Roger Giguère.
Roger Giguère prête également sa voix aux personnages d'Ephrem, Jim la Varloppe et Fafo.
À noter également, la participation vocale de Marcel Giguère, le père de Roger.

## Réception
L'album fait son entrée sur les palmarès de vente en juillet 1971 sans spécification de la position atteinte .

## Titres
| 1. | Jim la varloppe en danger |  |
| 2. | À Paris                   |  |

| 3. | En ambulance                   |  |
| 4. | Sur l'isle de l'Organisation Z |  |

## Crédits
- Réalisation : Franco Disque Inc.